# VBZ Be 5/6

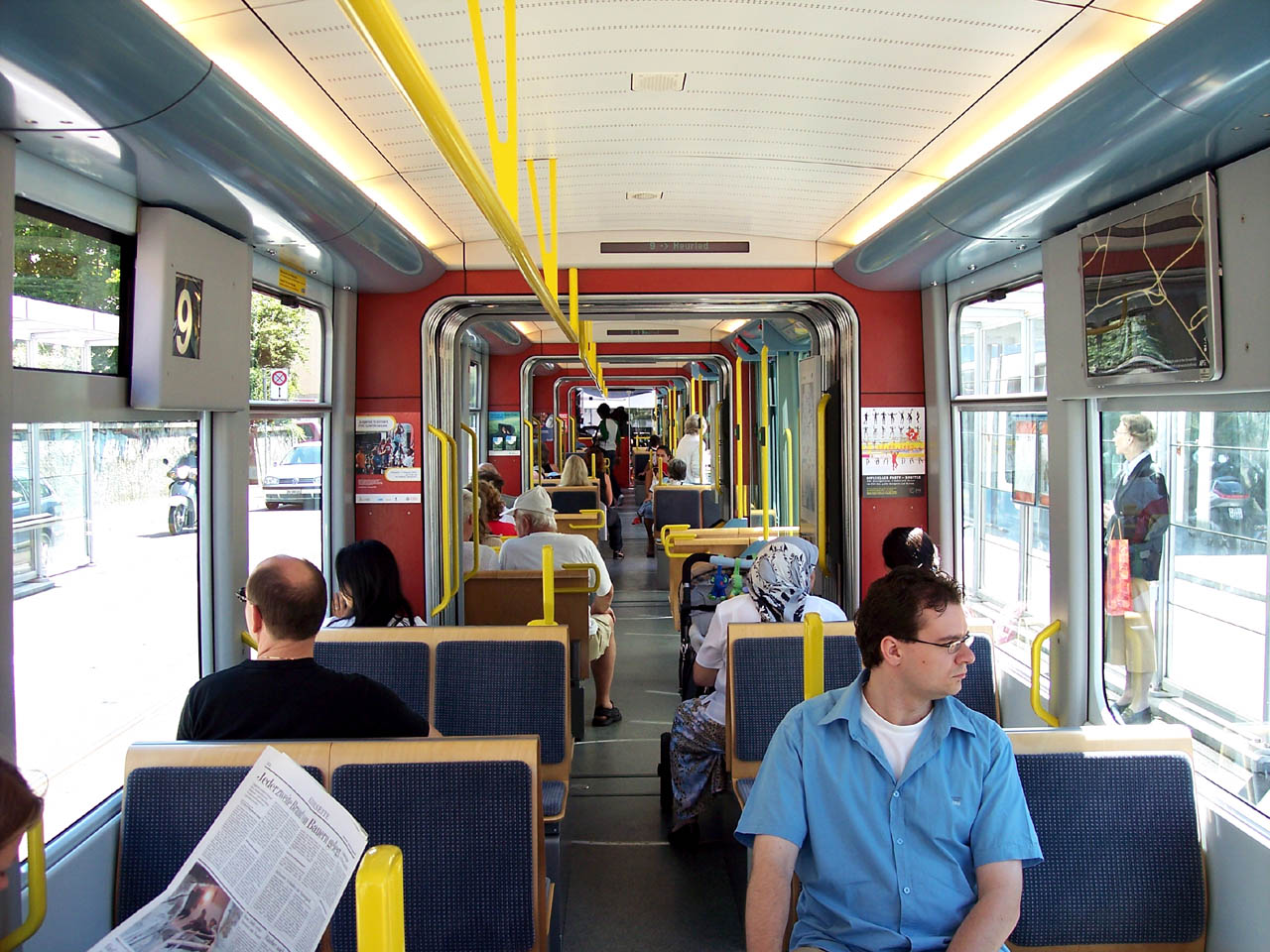
Innenansicht

Der VBZ Gelenkmotorwagen Be 5/6 ist ein motorisierter, niederfluriger Tramwagen der Verkehrsbetriebe Zürich (VBZ), der gemeinhin als Cobra-Tram bezeichnet wird. 
Das ab 1995 eigens für die Strassenbahn Zürich entwickelte Tramfahrzeug verkehrt seit 2001 in einer Prototypenserie (Nullserie). Seit Ende 2005 läuft die Serienproduktion der Fahrzeuge, die seit Frühjahr 2006 bei den VBZ im Einsatz sind.

## VBZ Gelenkmotorwagen Be 5/6

### Entwicklung
Nachdem Vevey Technologies zusammen mit Duewag und Brown, Boveri & Cie. (BBC) ein teilniederfluriges Tramfahrzeug entwickelt hatten, das ab 1987 in Bern und Genf zum Einsatz kam, begann auch das Rollmaterial-Konsortium «Züri-Tram» mit der Entwicklung eines eigenen niederflurigen Trams. Hinter dem Konsortium standen die langjährigen Zürcher Hauslieferanten Schindler Waggon (SWP; Wagenkasten, mechanische Teile), Schweizerische Industrie-Gesellschaft (SIG; Fahrwerk) und BBC respektive Asea Brown Boveri (ABB; Traktionsausrüstung, elektrische Teile). Im Vordergrund standen bei der Entwicklung die Normalien der Zürcher und Basler Tramnetze, wo man die Kunden für das Fahrzeug ortete.
Die Vorgaben aus Zürich verlangten ein vollniederfluriges Tramfahrzeug mit den bisherigen Raddurchmessern, um Maximalsteigungen von bis zu 77 Promille bei jeglicher Witterung bewältigen zu können und die Befahrbarkeit von Kurvenradien von 14,0 Metern. Aufgrund einiger kurzer Haltestellen (z. B. beim Kunsthaus) wurde zudem eine Variante mit einer Fahrzeuglänge von maximal 37 Metern verlangt, die neu eine Wagenkastenbreite von 2400 mm aufweisen sollte. Die sehr ähnlichen Basler Vorgaben verlangten einen noch kleineren Minimalkurvenradius von 11,8 Metern; bei einer Basler Variante hätte allerdings die übliche Wagenkastenbreite von 2300 mm eingehalten werden müssen, dafür bestanden bei der Fahrzeuglänge keine Einschränkungen.
Für die Erprobung des neuen Fahrwerks, das die geforderten Merkmale aufweisen sollte, wurde von den Städtischen Verkehrsbetrieben Bern (SVB) der Prototyp Be 4/4 401 «Muni» mit Baujahr 1966 übernommen und durch ein Neubaumittelteil mit SIG-«Cobra»-Fahrwerk ergänzt. Das Versuchstram mit dem neuen Namen «Munico» wurde zwischen 1993 und 1995 erprobt und wurde unter anderem in Zürich und in Basel auf dem Schienennetz getestet.
Zur Gewichtseinsparung war ursprünglich vorgesehen den Wagenkasten in Kunststoff-Wickeltechnik herzustellen. Während der Entwicklung zeigte sich, dass das innovative Konzept nicht genügend stabil geworden wäre, da insbesondere durch die grossen Fenster und Türen schlicht zu wenig tragendes Material vorhanden gewesen wäre. Die Konstruktion des Wagenkastens musste daraufhin ein erstes Mal komplett überarbeitet werden, was zu Lieferverzögerungen der bereits bestellten Zürcher Prototypen führte. Der neue Kasten in Aluhybridtechnik, der zusammen mit Alusuisse ausgearbeitet wurde, wurde ebenfalls auf die Einsparung von Gewicht und Kosten getrimmt und weist nur Schraub- und Klebeverbindungen auf. Mit dem geschraubten Alu-Kasten musste das Fahrzeug dahingehend verändert werden, dass die zwischen den Fahrwerken hängenden Kasten verkürzt und die Fahrwerksteilkästen verlängert wurden, um so die Wagenkastenkräfte zu beherrschen.
Als 1995 die VBZ neue Tramfahrzeuge ausschrieben, reichte das Konsortium «Züri-Tram» eine Offerte ein. Da das Tram nur als Konzept existierte, konnte es auf Basis der Ausschreibung vollumfänglich an das Pflichtenheft der VBZ angepasst werden. Das neue Fahrwerk war bereits zur Zufriedenheit der Technischen Abteilung der VBZ getestet worden. Die Traktionsausrüstung von ABB war eine Weiterentwicklung, die auf dem seit 1976 produzierten «Tram 2000» basierte und im Laufe der Jahre mehrfach auf den jeweils neusten Stand gebracht wurde. Aufgrund der weitgehend problemlosen Beschaffung des «Tram 2000» ohne Prototyp-Fahrzeuge wurden auch in dieser Ausschreibung nicht explizit Prototypen gefordert, allerdings verlangte man entgegen der Tendenz eine Vorserie, da kein komplettes Fahrzeug existierte und der damals noch geplante Kunststoff-Wagenkasten als Unsicherheitsfaktor eingestuft wurde.

### Auslieferung
Die zuvor durchgeführte Ausschreibung fiel 1996 zugunsten des Konsortiums «Züri-Tram» und deren Neuentwicklung mit «Cobra»-Fahrwerk aus. Am 20. Dezember 1996 wurde der Grundvertrag mit SWP, Fiat-SIG und ABB/Adtranz abgeschlossen. Der erste Vertrag über 17 Fahrzeuge umfasste die Lieferung einer sogenannten Nullserie von 6 Prototyp-Fahrzeugen und einer ersten Hauptserie von 11 Fahrzeugen, deren Bau nach einer zweijährigen Versuchsphase freigegeben werden sollte.
Die Lieferung der Nullserie (Be 5/6 3001–3006) erfolgte nach einer langen Leidensgeschichte, bestimmt durch den Umbruch bei der Rollmaterial-Industrie. Ursprünglich waren die Fahrzeuge beim Hauptlieferanten Schindler Waggon Pratteln (SWP) bestellt worden. Die Schindler Holding verkaufte 1997 ihre Rollmaterial-Tochtergesellschaft Schindler Waggon an Adtranz, die wiederum 2000/2001 von Bombardier Transportation übernommen wurde. Die SIG Holding, die ihre Schienenfahrzeugsparte bereits in einem Joint-Venture mit dem Fiat-Konzern zusammengelegt hatte, verkaufte später ihre Anteile an der Fiat SIG Schienenfahrzeuge AG, die schliesslich mit der kompletten Fiat-Schienenfahrzeugsparte von Alstom übernommen wurde.
In der Nacht vom 17. auf den 18. Mai 2001 wurde die erste «Cobra» per Tieflader an die VBZ geliefert, weitere vier Fahrzeuge folgten ab Herbst 2001. Die Fahrzeuge der Nullserie wurden sehr schnell wieder aus dem Verkehr gezogen, weil sich das Gussgehäuse der Einzelrad-Antriebe als zu schwach erwies; die Be 5/6 3006 wurde deswegen in Pratteln zurückbehalten und erst im Herbst 2002 nach Zürich gebracht. Im Dezember 2002 gingen die sechs Fahrzeuge mit verbesserten Antrieben und Änderungen, die eine Geräuschreduktion im Innenraum bezwecken, wieder in den Einsatz auf die Tramlinien 4 und 9. Als chronische Kinderkrankheit stellten sich insbesondere die von einer Drittfirma gelieferten Türen heraus, die mehrfach überarbeitet werden mussten.
Geplant wurde die Beschaffung von insgesamt 70–100 Fahrzeugen, für die allerdings mit Ausnahme der Nullserie (6 Fahrzeuge) und der erste Hauptserie (11 Fahrzeuge) noch keine verbindlichen Verträge abgeschlossen waren. Als Ende 2003 absehbar wurde, dass es zu weiteren Verzögerungen kommen wird und Bombardier für die noch nicht vertraglich gesicherten Fahrzeuge einen deutlich höheren Preis ansetzen wollte, wurden die Verträge neu ausgehandelt. Am 29. Juni 2004 wurde ein neuer Vertrag mit Bombardier und Alstom abgeschlossen, der anstelle einer geplanten zweiten Hauptserie (58 Fahrzeuge) neu ein Globalangebot für 68 Serienfahrzeuge und die Angleichung der Nullserie an die Serienfahrzeuge umfasst.
Die nach langen Verzögerungen zuletzt für Sommer 2004 angesetzte Ablieferung der ersten Serienfahrzeuge fiel bereits Anfang 2004 der sogenannten Combino-Krise zum Opfer. Der geschraubte Alu-Wagenkasten, der als Ersatz für den nicht realisierbaren Kunststoff-Kasten diente, wurde zusammen mit Alusuisse Rail & Road entwickelt. Letztere verkaufte ihre Entwicklung auch an Siemens Transportation Systems, welche die Konstruktion in ähnlicher Form beim Combino einsetzte. Aus diesem Grund wurde der Wagenkasten nochmals neu berechnet; zudem liess man die bestehende Konstruktion in einem externen Gutachten überprüfen. Aufgrund der Resultate und der geforderten Fahrzeug-Lebenszeit von 35–40 Jahren entschied man, den Wagenkasten nicht zu schrauben, sondern zu schweissen.
Die Be 5/6 3007 wurde als erstes Serienfahrzeug im November 2005 im Werk Villeneuve vorgestellt, wo die Produktion nach der Schliessung des Standorts Pratteln komplett neu aufgezogen werden musste. Zur selben Zeit vereinbarten die VBZ mit Bombardier eine Option über die Lieferung von bis zu 35 weiteren Fahrzeugen für bereits absehbare, zukünftige Netzerweiterungen (Glattalbahn, Tram Zürich West).
Der Wagen 3007 wurde im März 2006 auf dem Strassenweg nach Zürich geliefert, seit Juli 2006 (ab Nummer 3010) werden die Trams im Werksareal in Villeneuve auf einen neu beschafften, normalspurigen Rollschemel verladen und von SBB Cargo nach Zürich gebracht, wo sie im Areal der VBZ-Zentralwerkstätte in Altstetten entladen werden.
Die Ablieferungen erreichten Ende 2006 die Fahrzeuge bis zur Nummer 3020. Bereits Ende Oktober wurde der Wagen 3006, vier Jahre nach Inbetriebsetzung, wieder ausser Dienst gestellt und wird als erstes Fahrzeug der Nullserie an die Serienfahrzeuge angeglichen. Dazu wurde Wagen 3006 im November durch die Zentralwerkstätte komplett zerlegt, in Villeneuve erfolgt ein Neuaufbau unter Verwendung inzwischen nicht-überarbeiteter Teile. Die übrigen fünf Fahrzeuge der Nullserie wurden im Februar 2008 ausser Betrieb genommen und im Sommer 2009 auf dem Stand der übrigen Serienfahrzeuge wieder in Betrieb genommen.
Im zweiten Halbjahr 2007 haben die VBZ auf Basis der mit Bombardier vereinbarten Option weitere 14 Wagen nachbestellt, die ab Herbst 2009 zur Ablieferung kamen, womit bis Ende Mai 2010 insgesamt 88 Fahrzeuge an die VBZ ausgeliefert wurden.

### Baureihenbezeichnung
Die Bezeichnung Be 5/6 bedeutet 
- B  für 2. Klasse,
- e  für elektrischen Antrieb
- 5/6   Sechs Achsen, davon fünf angetrieben

Die Schweizer Nomenklatur wurde zu Zeiten geschaffen, als es nur durchgehende Achsen gab. Deshalb ist die Bezeichnung nicht genau zutreffend. Tatsächlich hat das Fahrzeug links 6 angetriebene Räder, rechts fehlt wegen der Türen der Platz für Motoren, deshalb sind nur 4 von 6 Rädern angetrieben. (4 + 6 angetriebene Räder) dividiert durch (6 + 6 Räder) mit 2 Rädern pro Achse und gekürzt gibt dann eben 5/6.